# Hey Mama! (chanson)
Pour les articles homonymes, voir Hey Mama.
Singles de EXO-CBX
Ka-CHING!
(2017)
Hey Mama! est le premier single d'EXO-CBX, le premier sous-groupe officiel du boys band sud-coréo-chinois EXO, sorti le 31 octobre 2016 par SM Entertainment comme chanson-titre de leur premier EP Hey Mama!. Une version japonaise de la chanson est sortie le 24 mai 2017 par Avex Trax avec leur premier EP japonais, Girls.

## Contexte et sortie
"Hey Mama!" ("Mama" se réfère à une femme attirante) et parle d'apprécier les fêtes pour en faire une journée spéciale. "Hey Mama!" a été chorégraphié par Kyle Hanagami, qui avait déjà chorégraphié pour Girls' Generation, After School, Red Velvet et Black Pink. Son clip musical a recueilli 2 millions de vues sur YouTube 9 heures après sa sortie.

## Clip-vidéo
Le 29 octobre, une vidéo teaser pour la future sortie du clip musical de leur chanson titre "Hey Mama!" a été révélé. L'album et le clip vidéo de la chanson titre sont sortis le 31 octobre.
La première partie du clip montre Chen et Xiumin travaillant dans leurs minuscules cabines tandis que Baekhyun est sur le toit. Il influence les deux pour arrêter de travailler et s'amuser. Ensuite, ils ont envahi d'autres pièces pour influencer plus de gens à cesser de travailler. À la fin, les membres, avec quelques autres travailleurs sont dans la forêt, font du camping, et s'amusent. Il y a aussi des scènes où l'on voit des danseurs effectuant la chorégraphie de la chanson avec le trio.

## Promotion
EXO-CBX a interprété pour la première fois "Hey Mama!" lors d'un événement promotionnel de leur premier EP le 31 octobre 2016. Plus tard, ils ont commencé la promotion du single dans plusieurs émissions musicales sud-coréennes hebdomadaire telles qu'au M Countdown le 3 novembre, plus tard au Music Bank et dans le Show! Music Core. Le 5 novembre, ils l'ont chanté dans la célèbre émission You Hee-yeol's Sketchbook. Le 18 novembre, lors de l'OGN World Championship N-Pop Showcase. Le 18 février 2017, à l'occasion du K-Drama Fest à Pyeongchang. EXO-CBX a pu chanter "Hey Mama!" le 19 mai à Jeonju en l'honneur de la Coupe du monde de football des moins de 20 ans 2017.
Le sous-groupe a par la suite interprété la version japonaise de "Hey Mama!" pour la première fois aux Girls Awards 2017 le 3 mai 2017. Le 7 juin, le sous-groupe l'a de nouveau interprété au EXO-CBX "Colorful BoX" Free Showcase. Le 26 août, EXO-CBX l'a chanté lors du a-nation au Japon. La chanson a par la suite été intégrée au programme de leur tournée nationale japonaise « EXO-CBX Magical Circus Tour 2018 ».

## Accueil
La chanson a atteint le top de six charts de musique sud-coréens en temps réel peu de temps après sa sortie, avec les autres chansons qui suivent. Il a également atteint la première place des charts iTunes dans 7 pays dont la Corée du Sud, le Pérou, Singapour, la Thaïlande, les Philippines, Hong Kong et Bruneiainsi que la deuxième place à Taïwan et en Indonésie.
"Hey Mama!" a débuté à la quatrième place sur le Gaon Chart et à la septième place sur le Billboard World Digital Songs.

## Classements
| Version coréenne                   |    |
| South Korea Weekly singles (Gaon)  | 4  |
| South Korea Monthly singles (Gaon) | 19 |
| US World Digital Songs (Billboard) | 7  |

## Ventes
| Version coréenne   |         |
| South Korea (Gaon) | 285 728 |

## Programme de classements musicaux
| Programme          | Date             |
| ------------------ | ---------------- |
| The Show (SBS MTV) | 15 novembre 2016 |

## Historique de sortie
| Pays              | Date            | Format                   | Label                      |
| ----------------- | --------------- | ------------------------ | -------------------------- |
| Version coréenne  |                 |                          |                            |
| Corée du Sud      | 31 octobre 2016 | CD, Téléchargement légal | SM Entertainment, KT Music |
| Monde entier      | 31 octobre 2016 | Téléchargement légal     | SM Entertainment, KT Music |
| Version japonaise |                 |                          |                            |
| Japon             | 24 mai 2017     | CD, téléchargement légal | Avex Trax                  |
| Monde entier      | 24 mai 2017     | Téléchargement légal     | Avex Trax                  |